# Port lotniczy Mendoza
Port lotniczy Mendoza – międzynarodowy port lotniczy położony 11 km na północ od centrum Mendozy, w prowincji Mendoza, w Argentynie.

## Linie lotnicze i połączenia
- Aerolíneas Argentinas (Buenos Aires-Ezeiza, Buenos Aires-Jorge Newbery, Comodoro Rivadavia, Córdoba, Neuquen, Rosario, Salta)
- Avianca (Lima)
- Copa Airlines (Panama-Tocumen)
- Flybondi (Bariloche, Córdoba, Palomar, Puerto Iguazu)
- Gol Transportes Aéreos (São Paulo-Guarulhos)
- LATAM Chile (Buenos Aires-Jorge Newbery, Lima, Santiago de Chile, São Paulo-Guarulhos)
- Omni Air International (Buenos Aires-Jorge Newbery)
- Sky Airline (Santiago de Chile)